# Marie Sýkorová
Marie Sýkorová (18. listopadu 1952 České Budějovice, Československo – ? březen 2018) byla československá pozemní hokejistka, držitelka stříbrné medaile z olympiády v Moskvě z roku 1980. V 80. letech 20. století patřila k hlavním oporám budějovického Meteoru. V letech 1986, 1987 a 1988 vyhlášena nejlepší pozemkářkou Československa.